# Sergio Valdeolmillos
Sergio Valdeolmillos Moreno (Granada, 14 aprile 1967) è un allenatore di pallacanestro spagnolo.

## Carriera
Ha guidato il Messico ai Campionati mondiali del 2014 e a tre edizioni dei Campionati americani (2013, 2015, 2017).

## Palmarès
- Copa Príncipe de Asturias: 1

Ourense: 2000
- Basketball Africa League: 1

Petro de Luanda: 2024